# Saviano
Pour les articles homonymes, voir Saviano (homonymie).
Saviano est une commune italienne de la ville métropolitaine de Naples, dans la région Campanie.

## Administration
| Période                                  | Période  | Identité            | Étiquette | Qualité     |
| ---------------------------------------- | -------- | ------------------- | --------- | ----------- |
| 2007                                     | En cours | Prof. Rosa Buglione | L'Unione  | enseignante |
| Les données manquantes sont à compléter. |          |                     |           |             |

### Hameaux
Cerreto - Aliperti, Capocaccia, Fressuriello, Sant'Erasmo, Tommasoni.

### Communes limitrophes
Nola, San Vitaliano, Scisciano, Somma Vesuviana.